# Пятница, 13-е (комиксы Avatar)
Популярность фильмов серии «Пятница, 13-е» привела к появлению нескольких изданий комиксов от издательств «Topps» (середина 1990-х), «Avatar» (2005—2006) и «WildStorm» (2007—2010).
Следующем правообладателем на выпуск серий комиксов стало издательство «Avatar Press». Всего было выпущено 4 серии.

## Special
- Перевод названия: Специальный выпуск
- Релиз: апрель 2005[1]
- Кол-во выпусков: 1

Сюжет Брайана Пулидо (англ. Brian Pulido), работа с чернилами и обложка — Майк Вулфер (англ. Mike Wolfer), цвет — Грег Уоллер (англ. Greg Waller).
Действие происходит некоторое время спустя после событий фильма «Фредди против Джейсона». Лора Аплэнд одна из наследников роковых земель, на которых был построен лагерь на берегу Хрустального озера. Лора — деловая женщина, и она прекрасно понимает, что эти земли обладают потенциалом, но есть одна проблема: Джейсон Вурхиз — неистребимый маньяк-убийца, орудующий мачете в окрестностях озера. Лора решает, что пришло время раз и навсегда прогнать Вурхиза из этих мест. В тайне от своего брата Майлза, она нанимает группу вооружённых профессионалов, чтобы разобраться с Вурхизом, однако женщина даже не догадывается, что из-за её действий её собственная жизнь в буквальном смысле распадется на части, ведь она забыла — леса вокруг «Кровавого лагеря» принадлежат Джейсону.

## Bloodbath
- Перевод названия: Кровавая баня
- Релиз: октябрь 2005 — март 2006[2]
- Кол-во выпусков: 3

Сюжет Брайана Пулидо (англ. Brian Pulido), работа с чернилами и обложка — Майк Вулфер (англ. Mike Wolfer), цвет — Эндрю Долхаус (англ. Andrew Dalhouse).
Желая заработать лёгких денег, группа подростков направляется к берегам Хрустального озера, чтобы восстановить разрушенный лагерь. Ребята рассчитывают отдохнуть на вечеринке, но в первую же ночь они понимают, что оказались в одном месте неслучайно, так как их прошлое каким-то образом связано. Ребята разбиваются на пары и уединяются. Между тем, Джейсон начинает свою охоту, а назвавшийся Кевином Карни руководитель проекта по восстановлению лагеря использует молодых людей в качестве наживки, чтобы поймать Вурхиза — явно по чьему-то заказу.
Пока Кевин делает вид, что отправился вызывать полицию, остальные выжившие решают сами выбираться из леса. После перепалки с мужчиной, ребята оказываются у него на прицеле. Молодые люди разбегаются, и двое из них находят трупы друзей в лесу — в этот момент появляется Джейсон и убивает их. В ту же секунду маньяка окружает группа военных. После того, как Вурхиза подвергают заморозке, Кевин, а точнее капитан МакЛинток отдаёт приказ «ликвидировать» выживших подростков.
Двое подростков Вайолет и Рич пытаются сбежать от военных, но солдаты хватают их. Попытки сбежать приводят к полному хаосу -происходит взрыв, в результате которого Вурхиз освобождается из ледяного плена. Ребята угоняют грузовик, не заметив, что за него зацепился Джейсон, и пока ребята выведывают всю правду у водителя, находящегося под дулом их ружья, маньяк подбирается к кабине — грузовик переворачивается. Вайолет удаётся заморозить Джейсона и группу преследовавших их солдат. Ребята выходят к дороге и ловят попутку, за рулём которой оказался МакЛинток. Между тем, с наступлением утра, лёд начинает таять, высвобождая Джейсона, а Вайолет, застрелив МакЛинтока, садится за руль, увозя себя и Рича прочь из этих мест.

## Jason X. Special
- Перевод названия: Джейсон Х. Специальный выпуск
- Релиз: ноябрь 2005[3]
- Кол-во выпусков: 1

Сюжет Брайана Пулидо (англ. Brian Pulido), работа с чернилами — Себастьян Фьюмара (англ. Sebastian Fiumara), обложка — Себастьян Фьюмара (англ. Sebastian Fiumara) и Хуан Хосе Рип (англ. Juan Jose Ryp).
2455 год. Действие происходит после событий фильма «Джейсон X». Усовершенствованный Джейсон оказывается на Земле II, где охоту за маньяком начинает учёная-биолог по имени Кристин, надеющаяся, что биоткани Джейсона помогут ей спасти себя и тех, кого она любит. Она считала, что сумеет сдерживать ярость Вурхиза, но переоценивала свои силы. Маньяк вырывается на свободу и начинает убивать каждого, кто попадётся на его пути. Между тем, самого Джейсона всё ещё ведёт голос его матери, приказывающей убивать. Выясняется, что Кристин пыталась получить ген бессмертия Джейсона для того, чтобы вылечить своего возлюбленного Нила. Ей удаётся использовать кожу Вурхиза в лечении юноши. Перед этим Критин заточила Джейсона в капсулу и отправила в космос, где она приземлилась на борту другого корабля. На Земле II Нил приходит в себя, но его сознанием руководит Памела Вурхиз, и он убивает Кристин, а тело Нила умирает в результате отторжения генов Джейсона.

## Jason vs. Jason X. Special
- Перевод названия: Джейсон против Джейсона Х. Специальный выпуск
- Релиз: март — июнь 2006[4]
- Кол-во выпусков: 2

Сюжет, работа с карандашом и обложка — Майк Вулфер (англ. Mike Wolfer) при участии Хуана Хосе Рипа (англ. Juan Jose Ryp)
Действие происходит после событий комикса «Jason X. Special». Модернизированный Джейсон, оказавшийся на борту корабля, подобравшего капсулу с ним, начинает убивать пассажиров. Между тем, система Земли II восстанавливает Джейсона из его останков. В этот момент на корабль приезжает группа мародёров, которых убивает оживший Джейсон. Единственная выжившая, Мельда, успевает сбежать и приземляется на борту того же корабля. где оказался модернизированный Джейсон. Однако она не знает, что вместе с ней на корабле прибыл и Джейсон. Встреча Вурхиза и его усовершенствованной версии — лишь вопрос времени, в течение которого число жертв возрастёт вдвое.

## Fearbook
- Перевод названия: Книга страха
- Релиз: июнь 2006[5]
- Кол-во выпусков: 1

Сюжет Майка Вулфера (англ. Mike Wolfer), обложка — Себастьян Фьюмара (англ. Sebastian Fiumara).
Продолжение мини-серии «Bloodbath». Пытаясь сбежать на машине с места последних событий, Вайолет врезается в танки военных, в результате чего Рич погибает, а саму девушку увозят с собой солдаты и по приказу группы финансистов держат её в заложницах на своей базе. Между тем, Вурхиз добирается до базы в поисках Вайолет, убивая каждого на своём пути. Вайолет сбегает и запирается с кабинетом правления на верхнем этаже особняка, в то время как внизу происходит столкновение маньяка с солдатами. Вурхиз врывается в кабинет и убивает всех. Вайолет остаётся единственной выжившей на базе — она прыгает в окно, но Джейсон успевает схватить её, после чего в окрестностях озера слышны предсмертные крики девушки.